# Blå Nil (stat)
Den Blå Nil (arabisk: النيل الأزرق; oversat: an-Nil al-Azraq) er en af Sudans 15 delstater (wilayat). Den blev oprettet ved præsidentdekret nr. 3 i 1992 og er opkaldt efter Den Blå Nil. Den har et areal på 45.844 km2 og en befolkning på lige over 800.000 indbyggere ved folketællingen i 2008. 
Den administrative hovedby er ad-Damāzīn. Andre byer i delstaten er ar-Ruşayriş og al-Kurumuk, Ad-Damazin, Baw, Geissan og Tadamon. Delstaten har blandt andet Roseires-dammen, som er den vigtigste producent af vandkraft-elektricitet i Sudan.
I 2011 skulle indbyggerne bestemme ved det noget uklare begreb "folkelige konsultationer", om delstaten fremover skulle være en del af Sydsudan eller forblive i Sudan efter Sydsudans selvstændighed.
Det er omkring 40 ulige etniske grupper i delstaten. Økonomien er baseret på landbrug, husdyrhold og en voksende bjergværksvirksomhed.